# Klank
Klank é uma banda cristã norte-americana de metal industrial, criada em 1995 por Daren Diolosa. Teve a participação de Scott Clayton, hoje, vocalista da banda Celldweller. 
A música "The Way" da banda de Heavy Metal Stryper, foi gravada pelo Klank no Álbum "Sweet Family Music:A tribute to Stryper"

## Discografia
- Still Suffering (1996, Tooth & Nail Records)
- Downside Remixes EP (1997, Tooth & Nail Records)
- Numb (2000, Smokedog Productions)
- In Memory Of... EP (2008)
- Reloaded (2010)
- Urban Wafire (2012)
- Rise (2017)